# Miguel Ángel Ibarra
Miguel Ángel Ibarra Andrade (Lancaster, California, EUA, 15 de marzo de 1990) es un futbolista estadounidense de ascendencia mexicana. Juega de mediocampista y su equipo actual es el Charlotte Independence de la USL League One
.

## Trayectoria

### Amateur
Ibarra jugó al fútbol universitario en el Taft College entre 2008 y 2009, y luego en UC Irvine entre los años 2010 y 2011. Mientras estuvo en Taft, Ibarra fue nombrado Jugador Más Valioso de la Conferencia de Central Valley y en Irvine fue nombrado Jugador Co-Ofensivo del Año de la Big West e incluido en el Equipo Estelar de la división en 2011.
Mientras estaba en la universidad, Ibarra jugó para el Lancaster Rattlers de la USL Premier Development League entre 2008 y 2010, y luego con el Orange County Blue Star en 2011.

### Minnesota United FC
Ibarra fue seleccionado en la segunda ronda del Draft Suplementario de 2012 de la Major League Soccer (27º en la general) por los Portland Timbers, pero eventualmente no firmó un contrato profesional con el club. Ibarra luego ficharía con el Minnesota United FC de la North American Soccer League, la segunda división del fútbol norteamericano, el 13 de marzo de 2012. Hizo su debut profesional el 8 de abril de ese mismo año, en un empate 0-0 frente al Carolina RailHawks.

### Club León
El 11 de junio de 2015 Ibarra fichó con el Club León de la Liga MX mexicana durante el Draft en aquel país. Ibarra anotó su primer gol con el León el empate 3-3 frente a Atlético San Luis el 6 de agosto de 2015 en un encuentro por la Copa MX Apertura.

### Regreso a Minnesota
En enero de 2017 regresó a Minnesota en su temporada inaugural en la MLS. En 2019, sin embargo, el club no ejerció su opción por el jugador y quedó libre.

### Seattle Sounders FC
El 20 de febrero de 2020 fichó por el Seattle Sounders FC como agente libre.

### Charlotte Independence
Después de un regular paso por el Seattle Sounders FC entre 2020 y 2022 el 30/03/2022 Miguel Ángel Ibarra fichó por el Charlotte Independence con un contrato hasta 30/11/22.

## Clubes
| Club                   | País           | Año               |
| ---------------------- | -------------- | ----------------- |
| Minnesota United FC    | Estados Unidos | 2012 - 2015       |
| Club León              | México         | 2015 - 2016       |
| Minnesota United FC    | Estados Unidos | 2017 - 2019       |
| Seattle Sounders FC    | Estados Unidos | 2020 - 2022       |
| Charlotte Independence | Estados Unidos | 2022 - Actualidad |

## Selección nacional
Ibarra fue el objeto de la atención de la prensa especializada estadounidense al anunciarse a finales de septiembre de 2014 de que había sido incluido en la lista preliminar de jugadores convocados a la selección mayor de los Estados Unidos con miras a un par de partidos amistosos en octubre; una de las pocas ocasiones en los últimos veinte años en que un jugador de la segunda división de ese país era considerado a una convocatoria a la selección nacional y la primera vez que así lo era por parte de Jurgen Klinsmann. Fue ratificado en la lista final de jugadores el 6 de octubre de 2014. Hizo su debut en el segundo de estos partidos amistosos el 14 de octubre de 2014 frente a la selección de Honduras, ingresando en los minutos finales del encuentro en reemplazo de Mix Diskerud. Volvió a ser convocado el 10 de noviembre para dos partidos amistosos en Europa.
El 8 de febrero de 2015, Ibarra fue titular con la selección estadounidense por primera vez en un partido amistoso frente a Panamá en California.